# El Salvador (Cile)
El Salvador è una città del Cile facente parte del comune di Diego de Almagro nella regione di Atacama. La città si sviluppa nei pressi dell'omonima miniera di rame situata nel deserto di Atacama.

## Società

### Evoluzione demografica
| Censimento del 1992 | Censimento del 2002 |
| 12.129 ab.          | 8.697 ab.           |

## Storia
La miniera di El Salvador (precedentemente nota come Indio Muerto) è stata aperta nel 1959 dalla società statunitense Anaconda Copper Mining Company, a causa dell'ubicazione della miniera la compagnia creò nelle sue vicinanze una città dotata di tutti i servizi destinata al personale impiegato nelle operazioni di estrazione. La città venne ufficialmente inaugurata nel novembre 1959.
Nel 1971, a seguito della nazionalizzazione delle industrie private voluta dal presidente Salvador Allende, la gestione della miniera passò alla Codelco, la compagnia mineraria nazionale.

## Sport
La città ospita l'Estadio El Cobre dove gioca la squadra del Cobresal militante nella massima divisione calcistica cilena. La caratteristica dello stadio è quella di avere una capienza superiore all'effettiva popolazione della città, l'impianto infatti può contenere un massimo di 20.752 spettatori a fronte di una popolazione locale che non supera le 9.000 unità.